# Antoine Bandieri de Laval
Antoine Bandieri de Laval, noto semplicemente come Laval (Parigi, 1688 – Parigi, 20 ottobre 1767) è stato un ballerino e coreografo francese.

## Biografia
Antoine Bandieri de Laval nacque a Parigi nel 1688. Il padre, Antoine Bandieri de Laval, era un cortigiano lucchese ed insegnante di volteggio ed equitazione di Luigi XIV, mentre sua madre era la ballerina Catherine Dufort; suo zio era Claude Balon, uno dei maggiori nomi nella danza francese del XVIII secolo. Appena diciottenne, esordì all'Académie Royale de Musique, di cui scalò rapidamente i ranghi fino a diventarne premier danseur. Fu tra i partner favoriti da Marie Sallé, che volle trasformare l'assolo di danza alla fine di Alceste in un pas de deux per lei e Laval, ottenendo un enorme successo.
Poco più che trentenne, Laval iniziò a svolgere mansioni sempre più importanti mentro lo zio Balon riduceva gli impegni a causa dell'avanzare dell'età. Tra il 1726 e il 1729, curò anche i balli annuali del Lycée Louis-le-Grand. Nel 1731 divenne mâitre-à-danser des Enfants de France, ossia l'insegnante di danza dei figli di Luigi XV. Nel 1739, alla morte di Michel Blondy, divenne compositeur des ballets dell'Académie Royale de Musique e coreografo di corte, mentre nel 1744, in seguito alla morte dello zio, gli subentrò come direttore dell'Académie royale de danse. Inoltre coreografò le danze in occasioni del matrimonio del delfino di Francia e di diverse celebrazioni al Castello di Fontainebleau.